# Living Death
Living Death est un groupe de metal extrême allemand. Il s'oriente ensuite vers le thrash metal avec ses productions discographiques de 1987 et suivantes. Formé en 1981, le groupe est actif jusqu’en 1991. Le groupe annonce son retour scénique au festival Keep it True XII pour avril 2009. En mai 2015, le groupe sort une nouvelle compilation triple CD intitulée Thrash Metal Packet

## Biographie
Living Death est formé en 1981 à Velbert, en Rhénanie-du-Nord-Westphalie, par les frères Reiner et Dieter Kelch, et Frank Fricke, initialement comme groupe de heavy metal. En 1981, le batteur Frank Schubring et le chanteur Thorsten « Toto » Bergmann se joignent au groupe. Un an plus tard, en 1982, ils enregistrent leur première démo éponyme, puis signent en 1983 au label Earthshaker. Plus tard dans l'année, Frank Schubring quitte le groupe et est remplacé par Harald Lutze. En 1984, Living Death publie son premier album studio, Vengeance of Hell qui, malgré la faible qualité de production, se vend bien. Living Death part ensuite en tournée en soutien à Warlock ; après lequel ils renvoient le batteur Harald Lutze qui est remplacé par Andreas Overhoff.
En janvier 1985, ils publient l'EP Watch-Out! qui comprend trois chansons remixées depuis leur premier LP. En août, Metal Revolution est publié,,. Un an plus tard, ils signent avec le label Aaarrg Records et enregistrent l'EP Back to the Weapons ; peu avant de trouver le batteur Atomic Steif. En 1987, l'album Protected from Reality est publié, et suit de l'EP Live. Après la sortie du quatrième album, Worlds Neuroses, en 1989, les membres Toto, Fred, et Atomic Steif quittent le groupe et enregistrent un EP sous le nom de Sacred Chao. Les membres restants de Living Death recrutent le chanteur Gerald Thelen et le batteur Frank Ullrich. Avec cette formation, Living Death se sépare en 1991 après la sortie de Killing in Action. Atomic Steif se joint à Sodom en 1994. La même année sort l'éponyme compilation Living Death.
En juillet 2008, le groupe annonce sa présence au festival Keep it True XII, organisé du 24 au 26 avril 2009 au Tauberfrankenhalle de Lauda-Königshofen. En mai 2015, le groupe sort une nouvelle compilation triple CD intitulée Thrash Metal Packet.

## Membres

### Membres actuels
- Reiner Kelch - guitare (1981-1991, depuis 2008)
- Dieter Kelch - basse (1981-1991, depuis 2008)
- Thorsten « Toto » Bergmann - chant (1981-1989, depuis 2008)

### Anciens membres
- Frank Schubring - batterie (1981-1983)
- Frank Fricke - guitare (1981-1988)
- Harald Lutze - batterie (1984)
- Andreas Oberhoff - batterie (1984-1986)
- Atomic Steif - batterie (1986-1989)
- Fred - guitare (1988-1989)
- Frank Ullrich - batterie (1989-1991)
- Gerald Thelen - chant (1989-1991)
- Rainer Schmitz - batterie (1991)
- Jörg Michael - batterie (2008-?)

## Discographie
- 1982 : Living Death (démo)
- 1984 : Vengeance of Hell
- 1985 : Watch Out! (EP)
- 1985 : Metal Revolution
- 1986 : Back to the Weapons (EP)
- 1987 : Protected from Reality
- 1987 : Eisbein (EP)
- 1989 : Worlds Neuroses
- 1991 : Killing in Action
- 1994 : Living Death (double CD, compilation)
- 2015 : Thrash Metal Packet (triple CD, compilation)